# غزوة مؤتة
غَزْوَةُ مُؤْتَة أو سَريّة مُؤْتَة هي غزوة وقعت في بلدة مؤتة في محافظة الكرك في الأردن في جمادى الأول من العام الثامن للهجرة (أغسطس 629 م) بين جيش المسلمين من جهه والروم والغساسنة من جهة أخرى. تجمع العديد من المصادر التاريخية على أن سبب الغزوة هو قيام شرحبيل بن عمرو الغساني بقتل الحارث بن عمير الأزدي الذي أرسله النبي محمد يحمل رسالة إلى ملك بصرى يدعوه فيها إلى الإسلام.
تعتبر غزوة مؤتة أول غزوة يخوضها المسلمون خارج حدود الجزيرة العربية.صمد فيها ثلاثة آلاف مقاتل مسلم أمام مائتي ألف من الروم والقبائل العربية الحليفة لهم لمدة ستة أيام كاملة، انتهت المعركة في اليوم السابع بعد قيام قائد الجيش خالد بن الوليد بانسحاب تكتيكي ناجح وبأقل الخسائر.

قُتل في هذه الغزوة القادة المسلمون الثلاث الذين اختارهم النبي محمد لقيادة المعركة وهم على الترتيب: زيد بن حارثة، وجعفر بن أبي طالب وعبد الله بن رواحة.

## خلفية الأحداث
بعد هزيمة قريش وحلفائها في غزوة الأحزاب، وعقد النبي صلح الحديبية مع قريش، أرسل النبي محمد رسائل إلى الملوك والرؤساء في البلاد المجاورة يدعوهم فيها إلى الإسلام، وكان من ضمن الذين أرسل إليهم رسالة ملك بُصرى، حمل رسالة النبي الصحابي الحارث بن عمير الأزدي، فاعترضه شرحبيل بن عمرو الغساني والي البلقاء الواقع تحت الحماية الرومانية وأوثقه وضرب عنقه.
كان من المتعارف عليه بين الملوك وزعماء القبائل أن الرسل لا تقتل ولا يجوز لأحد أن يتعرض لهم، لأنهم يحملون مجرد رسائل من أقوامهم، وقد مثَّل قتل الحارث بن عمرو الأزدي، انتهاكًا كبيرًا لهذا العرف، وكان هذا بمثابة إعلان الحرب على المسلمين. اشتد ذلك على النبي محمد حين نقلت إليه الأخبار، فجهز جيشاً قوامه ثلاثة آلاف مقاتل، وهو أكبر جيش إسلامي لم يجتمع مثله قبل ذلك إلا في غزوة الخندق.

## سبب تسميتها غزوة
لفظ غزوة يطلق على أي قتال لكفار، قاده الرسول محمد بنفسه أو بجيش من قبله ولو لم يشارك فيه. ففي غزوة مؤته لم يشارك النبي في أحداثها، لكن الأمر انطلق منه تحت إشرافه مباشرة. وقد وضح الحافظ بن حجر في شرح كتاب المغازي في صحيح البخاري: ((المغازي جمع مغزى، يقال: غزا يغزو غزوا ومغزى. والمراد بالمغازي هنا ما وقع من قصد النبي ﷺ الكفار لنفسه أو بجيش من قبله.)).

## الاستعداد للمعركة

### وصية الرسول لأمراء الجيش
أمَّر النبي محمد على هذا البعث زيد بن حارثة، وقال: (إن قُتل زيد فجعفر، وإن قُتل جعفر فعبد الله بن رواحة)، وعقد لهم لواءً أبيضَ، ودفعه إلى زيد بن حارثة.
وأوصاهم أن يأتوا مقتل الحارث بن عمير، وأن يدعوا مَنْ هناك إلى الإسلام، فإن أجابوا وإلا استعانوا بالله عليهم، وقاتلوهم، وقال لهم: (اغزوا بسم الله، في سبيل الله، مَنْ كفر بالله، لا تغدروا، ولا تغلوا، ولا تقتلوا وليداً ولا امرأة، ولا كبيراً فانياً، ولا منعزلاً بصومعة، ولا تقطعوا نخلاً ولا شجرة، ولا تهدموا بناء).
وقد خرجت نساء المسلمين لتوديع أزواجهن وهن يقلن ((ردكم الله إلينا صابرين))
فرد عبد الله بن رواحه وقال ((أما أنا فلا ردني الله)).
عند مدينة مؤتة توقف المسلمون، وكان عددهم ثلاثة آلاف، وعدد الغساسنة والروم مئتا ألف.
اختار المسلمون بقيادة زيد بن حارثة، الهجوم على البيزنطيين وتم الهجوم بعد صلاة الفجر وكان اليوم الأول هجوما قويا، في صالح المسلمين لأن الروم والغساسنة لم يتوقعوا من جيش صغير البدء بالهجوم.
وفي اليوم الثاني، بادر المسلمون أيضا بالهجوم وكان من صالح المسلمين، وقتل كثير من الروم وحلفائهم. أما في اليوم الثالث فقد بادر الروم بالهجوم وكان أصعب وأقوى الأيام وفيه قتل زيد بن حارثة، وجعفر بن أبي طالب وعبد الله بن رواحه. واختار المسلمون خالداً بن الوليد قائدا لهم.

### تحرك الجيش الإسلامي
وتحرك الجيش الإسلامي في اتجاه الشمال حتى نزل مَعَان، من أرض الشام، مما يلي الحجاز الشمالي، وحينئذ نقلت إليهم الاستخبارات بأن هرقل نازل بمآب من أرض البلقاء في مائة ألف من الروم، وانضم إليهم من لَخْم وجُذَام وبَلْقَيْن وبَهْرَاء وبَلِي مائة ألف.

### المجلس الاستشاري بمعان
لم يكن المسلمون أدخلوا في حسابهم لقاء مثل هذا الجيش العرمرم ـ الذي بوغتوا به في هذه الأرض البعيدة ـ وهل يهجم جيش صغير قوامه ثلاثة آلاف مقاتل فحسب على جيش كبير قوامه مائتا ألف مقاتل؟ حار المسلمون، وأقاموا في مَعَان ليلتين يفكرون في أمرهم، وينظرون ويتشاورون، ثم قالوا: نكتب إلى رسول الله، فنخبره بعدد عدونا، فإما أن يمدنا بالرجال، وإما أن يأمرنا بأمره فنمضي له.
ولكن عبد الله بن رواحة عارض هذا الرأي، وشجع الناس، قائلاً: (يا قوم والله إن التي تكرهون لَلَّتِي خرجتم تطلبون، الشهادة، وما نقاتل الناس بعدد ولا قوة ولا كثرة، ما نقاتلهم إلا بهذا الدين الذي أكرمنا الله به، فانطلقوا فإنما هي إحدى الحسنيين، إما ظهور وإما شهادة.)
وأخيراً استقر الرأي على ما دعا إليه عبد الله بن رواحة.

## أحداث المعركة

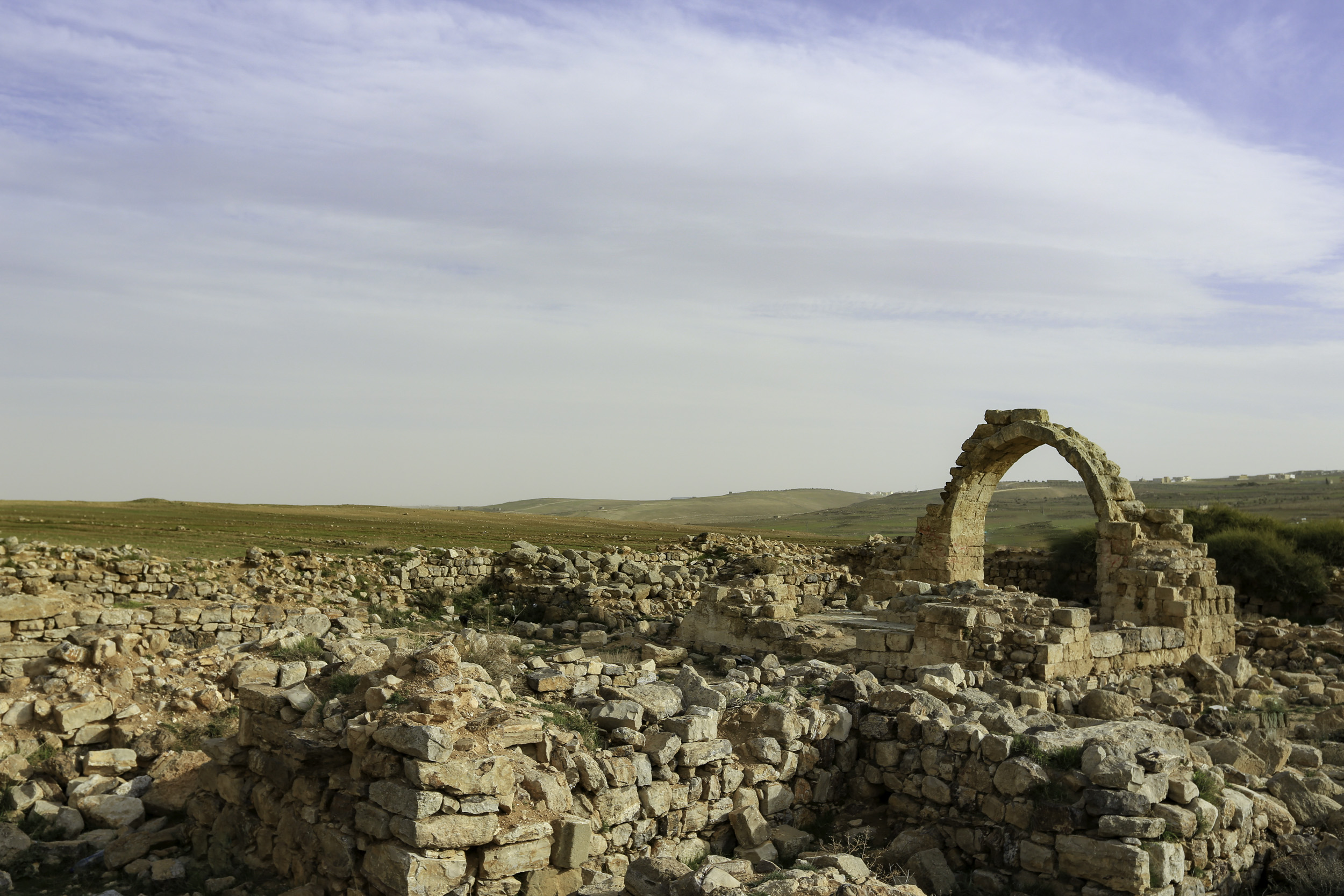
المواقع الاثرية قريب من معركة مؤتة في الاردن.

### جيش المسلمين يتحرك نحو البيزنطيين
وحينئذ بعد أن قضى جيش المسلمين ليلتين في معان، تحركوا إلى أرض الروم، حتى لقيتهم جموع هرقل بقرية من قرى البلقاء يقال لها «َشَارِف» ثم دنا منهم، وانحاز المسلمون إلى مؤتة فعسكروا هناك، وتابعوا للقتال، فجعلوا على ميمنتهم قُطْبَة بن قتادة العُذْرِي، وعلى الميسرة عبادة بن مالك الأنصاري.

### بدء القتال وتناوب القادة
وهناك في مؤتة التقى الفريقان، وبدأ القتال المرير، ثلاثة آلاف رجل يواجهون مائتي ألف مقاتل. أخذ الراية زيد بن حارثة وجعل يقاتل بضراوة بالغة، فلم يزل يقاتل حتى شاط في رماح القوم، وخر صريعاً.
وحينئذ أخذ الراية جعفر بن أبي طالب، وطفق يقاتل قتالاً منقطع النظير، حتى إذا أرهقه القتال اقتحم عن فرسه الشقراء فعقرها، ثم قاتل حتى قطعت يمينه، فأخذ الراية بشماله، ولم يزل بها حتى قطعت شماله، فاحتضنها بعضديه، فلم يزل رافعاً إياها حتى قتل.
روى البخاري عن نافع، أن ابن عمر أخبره أنه وقف على جعفر يؤمئذ وهو قتيل، فعددت به خمسين بين طعنة وضربة، ليس منها شيء في دبره، يعني ظهره.
وفي رواية أخرى قال ابن عمر: كنت فيهم في تلك الغزوة، فالتمسنا جعفر بن أبي طالب فوجدناه في القتلى، ووجدنا ما في جسده بضعاً وتسعين من طعنة ورمية. وفي رواية العمري عن نافع زيادة فوجدنا ذلك فيما أقبل من جسده.
ولما قتل جعفر بعد أن قاتل بمثل هذه الضراوة والبسالة، أخذ الراية عبد الله بن رواحة، وتقدم بها وهو على فرسه، فجعل يستنزل نفسه، ويتردد بعض التردد، حتى حاد حيدة ثم قال:
ثم نزل فأتاه ابن عم له بعَرْق من لحم فقال: شد بهذا صلبك، فإنك قد لقيت في أيامك هذه ما لقيت، فأخذه من يده فانتهس منه نَهْسَة، ثم ألقاه من يده، ثم أخذ سيفه فتقدم، فقاتل حتى قُتل.

### الراية إلى خالد بن الوليد
تقدم رجل من بني عَجْلان ـ اسمه ثابت بن أقرم ـ فأخذ الراية وقال: يا معشر المسلمين، اصطلحوا على رجل منكم، قالوا: أنت، قال: ما أنا بفاعل، فاصطلح الناس على خالد بن الوليد، فلما أخذ الراية قاتل قتالاً مريراً، فقد روى البخاري عن خالد بن الوليد قال: لقد انقطعت في يدي يوم مؤتة تسعة أسياف، فما بقي في يدي إلا صفيحة يمانية. البخاري (4266)
وقد قال النبي يوم مؤتة ـ مخبراً بالوحي، قبل أن يأتي إلى الناس الخبر من ساحة القتال: (أخذ الراية زيد فأصيب، ثم أخذ جعفر فأصيب، ثم أخذ ابن رواحة فأصيب ـ وعيناه تذرفان ـ حتى أخذ الراية سيف من سيوف الله، حتى فتح الله عليهم). البخاري (2/611)

## نهاية المعركة
من المستغرب أن ينجح هذا الجيش الإسلامي بعدده القليل في الصمود أمام ذلك الجيش الكبير من الروم، ففي ذلك الوقت أظهر خالد بن الوليد مهارته في تخليص المسلمين مما لقوه في تلك المعركة. واختلفت الروايات كثيراً فيما آل إليه أمر هذه المعركة أخيراً.
ويظهر بعد النظر في جميع الروايات أن خالدا بن الوليد نجح في الصمود أمام جيش الرومان طول النهار، في أول يوم من القتال. وكان يفكر بمكيدة حربية تلقي الرعب في قلوب الرومان بحيث ينجح في الانحياز بالمسلمين من غير أن يقوم الرومان بحركات المطاردة. فقد كـان يعرف جيداً أن الإفلات منهم صعب جداً لو انكشف المسلمون، وقام الرومان بالمطاردة.
فلما أصبح اليوم الثاني اعتمد خالد بن الوليد في خطته على الحرب النفسية حيث أمر عددا من الفرسان بإثارة الغبار خلف الجيش، وأن تعلو أصواتهم بالتكبير والتهليل وقام كذلك بتبديل الرايات وغير أوضاع الجيش، وعبأه من جديد، فجعل مقدمته ساقة، وميمنته ميسرة، وهكذا دواليك، فلما رآهم الروم أنكروا حالهم، وقالوا: جاءهم مدد، فرعبوا، وسار خالد ـ بعد أن تراءى الجيشان وهجم على الروم وقاتلهم ، ثم أمر خالد بانسحاب الجيش بطريقة منظمة ـ وأخذ يتأخر بالمسلمين قليلاً قليلاً، مع حفظ نظام جيشه، ولم يتبعهم الرومان ظناً منهم أن المسلمين يخدعونهم، ويحاولون القيام بمكيدة ترمي بهم في الصحراء ولم يتبعوا خالدا في انسحابه. فانحاز الرومان إلى بلادهم ، ولم يفكروا في القيام بمطاردة المسلمين ونجح المسلمون في الانحياز سالمين، حتى عادوا إلى المدينة.

## قتلى الفريقين
استشهد من المسلمين اثنا عشر رجلاً، أما الرومان فقتل منهم ثلاثة آلاف وثلاثمائة وخمسون رجل.

## عودة الجيش إلى المدينة
قال ابن إسحاق: فحدثني محمد بن جعفر بن الزبير عن عروة بن الزبير، قال (لما دنوا من حول المدينة تلقاهم الرسول والمسلمون، قال ولقيهم الصبيان يشتدون والرسول مقبل مع القوم على دابة فقال «خذوا الصبيان فاحملوهم، وأعطوني ابن جعفر. فأتى بعبد الله فأخذه فحمله بين يديه. قال وجعل الناس يحثون على الجيش التراب ويقولون يا فرار فررتم في سبيل الله، قال فيقول رسول الله صلى الله عليه وسلم  ليسوا بالفرار ولكنهم الكرار إن شاء الله»)
قال ابن إسحاق : وحدثني عبد الله بن أبي بكر، عن عامر بن عبد الله بن الزبير، عن بعض آل الحارث بن هشام، وهم أخواله، عن أم سلمة زوج النبي قال: قالت أم سلمة لامرأة سلمة بن هشام بن العاص بن المغيرة «مالي لا أرى سلمة يحضر الصلاة مع رسول الله  ومع المسلمين؟ قالت والله ما يستطيع أن يخرج كلما خرج صاح به الناس يا فرار فررتم في سبيل الله حتى قعد في بيته فما يخرج»
وهذا يبين اعتبار أهل المدينة ما حصل انهزاما رغم أنه يعتبر انسحابا ناجحا من كارثة محتومة .

## أثر المعركة
وهذه المعركة وإن لم يحصل المسلمون بها على الثأر، الذي عانوا مرارتها لأجله، لكنها كانت كبيرة الأثر لسمعة المسلمين، إذ أدهشت العرب كلها بقبائلها، فقد كانت الدولة البيزنطية أكبر وأعظم قوة على وجه الأرض، وكانت العرب تظن أن قتالها هو القضاء على النفس ، فكان لقاء هذا الجيش الصغير ـ ثلاثة آلاف مقاتل ـ مع ذلك الجيش الكبير ـ مائتا ألف مقاتل ـ ثم الرجوع عن الغزو من غير أن تلحق به خسارة كبيرة ، يعد عظيما مما رفع من شأن الدولة الإسلامية الناشئة.
وكانت هذه المعركة بداية لسلسلة معارك كثيرة بين المسلمين والرومان، انتهت بانهيار الدولة البيزنطية على يد الدولة العثمانية وذلك عند سقوط مدينة القسطنطينية على يد محمد الثاني عام 1453م.

## أسماء شهداء المسلمين من الصحابة
1. زيد بن حارثة
2. جعفر بن أبي طالب
3. عبد الله بن رواحة
4. مسعود بن الأسود
5. وهب بن سعد
6. عبادة بن قيس
7. عمرو بن سعد
8. الحارث بن النعمان بن إساف
9. سراقة بن عمرو
10. أبو كلاب بن أبي صعصعة
11. جابر بن أبي صعصعة
12. عامر بن سعد

## وصلات خارجية
- نصر مؤتة، موقع قصة الإسلام، د. راغب السرجاني

| قبلها: سرية كعب بن عمير الغفاري | سرايا الرسول غزوة مؤتة | بعدها: سرية عمرو بن العاص (ذات السلاسل) |